# Andrei Burcă
Andrei Andonie Burcă (* 15. April 1993 in Bacău) ist ein rumänischer Fußballspieler.

## Karriere

### Verein
Bereits in der Jugend war Burcă für FCM Bacău aktiv und ging dort in deren erste Mannschaft über. Später wechselte er zu Aerostar Bacau. Im Sommer 2013 wechselte er zum Zweitligisten SC Bacău. Ab August 2016 kam er beim FC Botoșani unter, wo er nun in der ersten Liga Einsätze sammelte. 2019 folgte sein Wechsel zu CFR Cluj, mit deren Mannschaft er in den folgenden Jahren drei Mal Meister und einmal Pokalsieger wurde. Auf internationaler Ebene erreichte er mit der Mannschaft des Öfteren die Gruppenphase der Europa League wie auch die der Conference League.
Seit der Saison 2023/24 spielt er in Saudi-Arabien für den Klub al-Okhdood.

### Nationalmannschaft
Sein Debüt im Trikot der rumänischen A-Nationalmannschaft hatte Burcă bei einem 3:2-Sieg über Österreich in der Nations League 2020/21 am 7. September 2020, bei dem er in der Startelf stand. Einen Monat später unterlag er mit seinem Team Island im Play-off-Halbfinale der Europameisterschaft 2024. Nach weiteren Einsätzen in der Nations League kam er in der Qualifikation für die Weltmeisterschaft 2022 zum Einsatz. Nach der Nations League 2022/23 kam er in allen zehn Qualifikationsspielen zur Europameisterschaft 2024 zum Einsatz. Dort erzielte er bei einem 2:1-Sieg über Belarus sein erstes Länderspieltor.